# 逸樺園

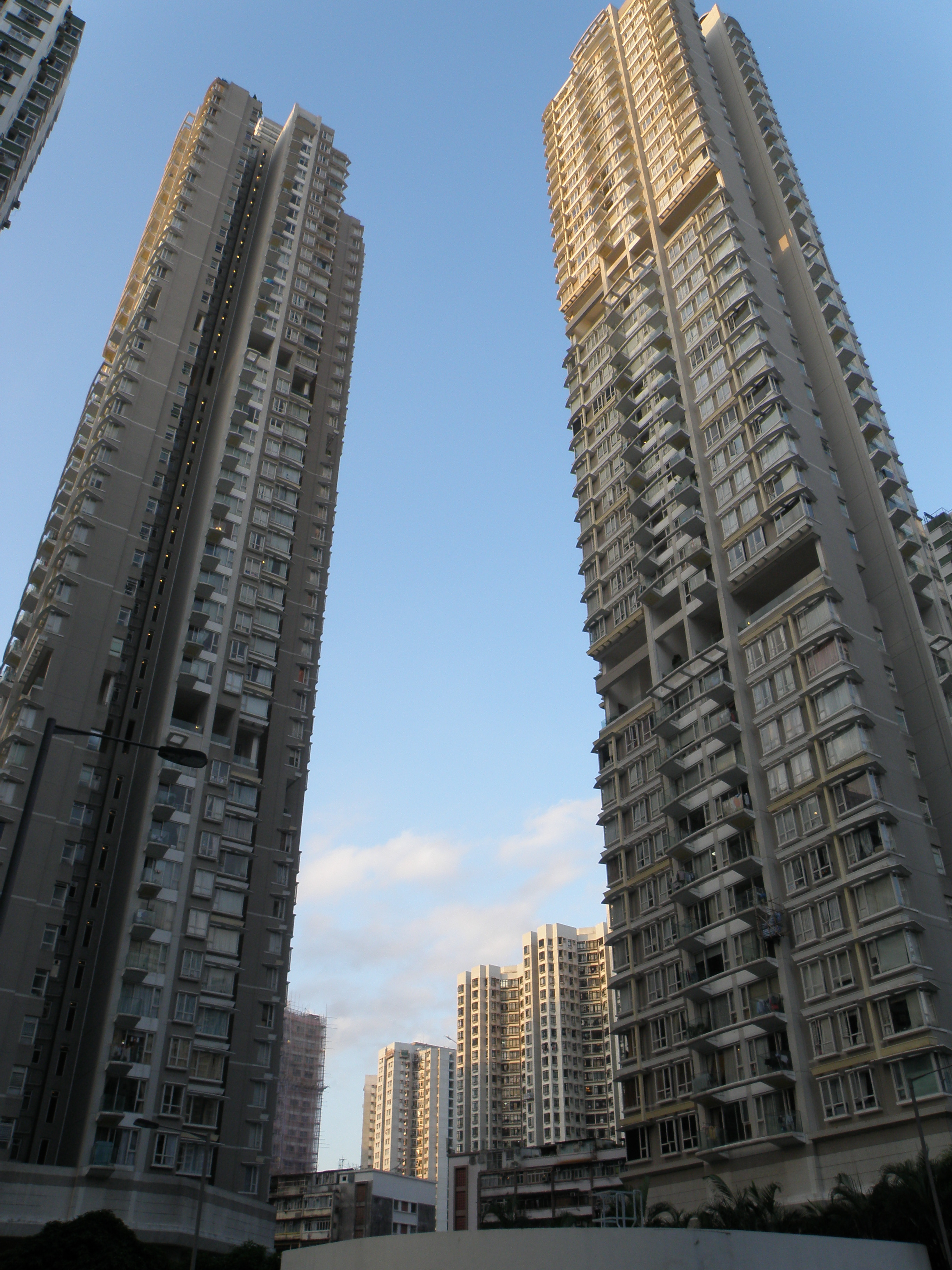
逸樺園全貌

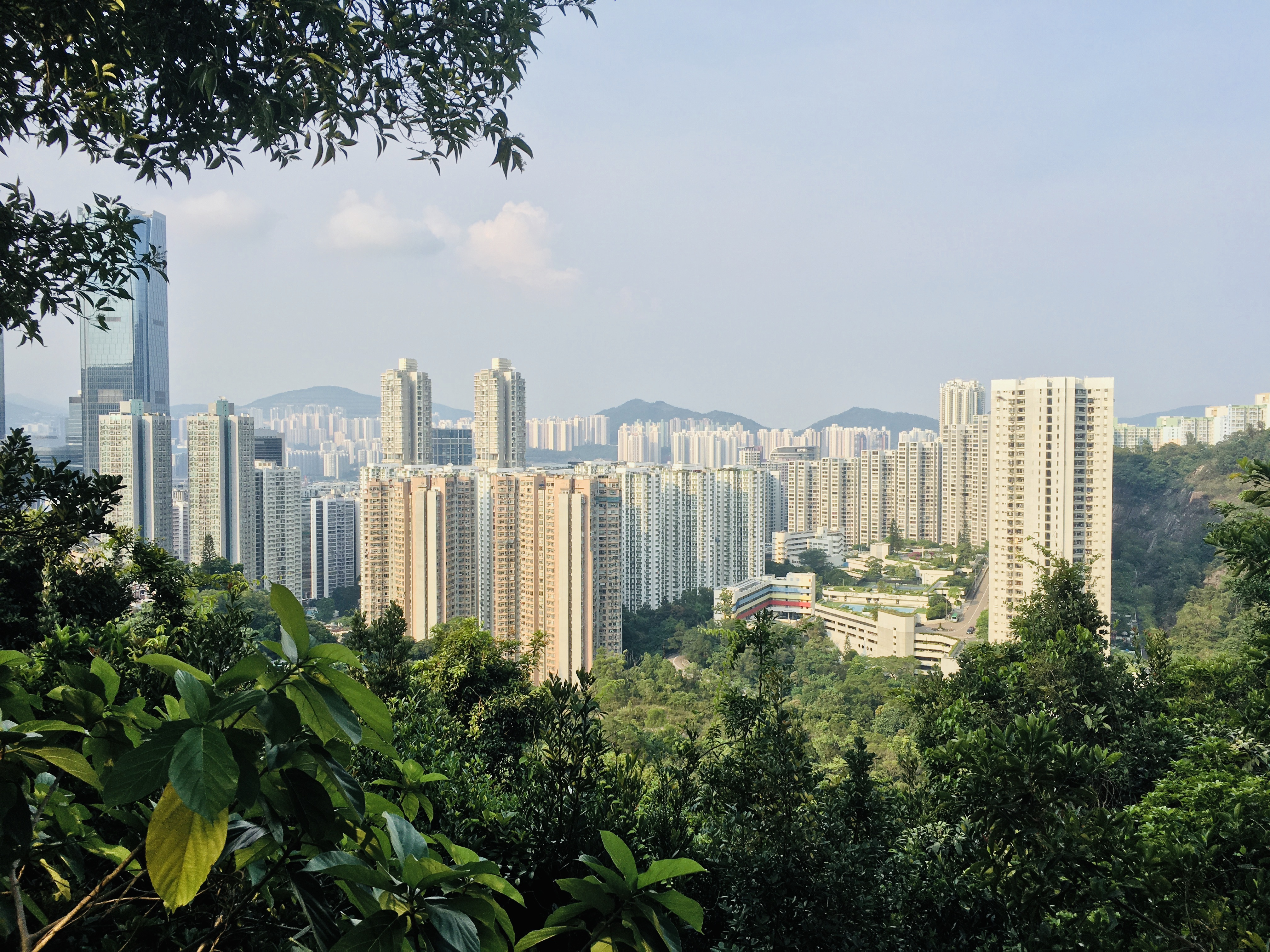
從柏架山道俯瞰逸樺園（後排左二較高樓宇），前方位置為康景花園

逸樺園（英語：The Orchards）是香港一幢私人屋苑，位於港島東區鰂魚涌，由太古地產所建，於2003年7月落成。共有442個單位，面積介乎790平方呎至1,147平方呎，亦提供四個面積1,508平方呎至1,737平方呎的頂層Penthouse單位。
休閑娛樂設施包括一個會所、分別位於兩幢住宅大廈17樓及32樓的日式和英式空中花園，以及一個平台花園。

## 娛樂設施及商場
- MCL康怡
- MOViE MOViE Cityplaza
- 太古城中心
- 康怡廣場
- 吉之島
- 格蘭會

## 附近屋苑
- 太古城
- 康怡花園
- 康山花園
- 南豐新邨
- 康蕙花園